# 3-sphère

La 3-sphère en rotation, projetée dans R^{3}.

En mathématiques, et plus précisément en géométrie, une 3-sphère est l'analogue d'une sphère en dimension quatre. C'est l'ensemble des points équidistants d'un point central fixé dans un espace euclidien à 4 dimensions. Tout comme une sphère ordinaire (ou 2-sphère) est une surface bidimensionnelle formant la frontière d'une boule en trois dimensions, une 3-sphère est un objet à trois dimensions formant la frontière d'une boule à quatre dimensions. Une 3-sphère est un exemple de variété (différentielle) de dimension 3. Les 3-sphères sont aussi fréquemment appelées des hypersphères, mais ce terme peut en général être utilisé pour décrire n'importe quelle n-sphère pour n ≥ 3.

## Définition
En coordonnées cartésiennes, une 3-sphère de centre (C0, C1, C2, C3) et de rayon r est l'ensemble de tous les points (x0, x1, x2, x3) de l'espace (à 4 dimensions) réel R4 tels que :
{\displaystyle \sum _{i=0}^{3}(x_{i}-C_{i})^{2}=(x_{0}-C_{0})^{2}+(x_{1}-C_{1})^{2}+(x_{2}-C_{2})^{2}+(x_{3}-C_{3})^{2}=r^{2}.}
La 3-sphère centrée à l'origine et de rayon 1 s'appelle la 3-sphère unité, et est généralement notée S3 :
{\displaystyle S^{3}=\left\{(x_{0},x_{1},x_{2},x_{3})\in \mathbb {R} ^{4}:x_{0}^{2}+x_{1}^{2}+x_{2}^{2}+x_{3}^{2}=1\right\}.}
Il est souvent commode d'identifier R4 avec l'espace à deux dimensions complexes (C2), ou avec l'ensemble des quaternions (H). La 3-sphère unité est alors donnée par : {\displaystyle S^{3}=\left\{(z_{1},z_{2})\in \mathbb {C} ^{2}:|z_{1}|^{2}+|z_{2}|^{2}=1\right\}} ou : {\displaystyle S^{3}=\left\{q\in \mathbb {H} :|q|=1\right\}.} Cette dernière description est souvent la plus utile : tout comme le cercle unité du plan complexe est important dans l'étude des coordonnées polaires, la 3-sphère joue un rôle dans la représentation polaire utilisée pour le produit des quaternions (voir forme polaire des quaternions pour plus de détails).

## Propriétés

### Propriétés élémentaires
Le volume tridimensionnel (encore appelé hyperaire) de la 3-sphère de rayon r est : {\displaystyle 2\pi ^{2}r^{3}\,} alors que l'hypervolume (le volume de la région 4-dimensionnelle borné par la 3-sphère) est : {\displaystyle {\begin{matrix}{\frac {1}{2}}\end{matrix}}\pi ^{2}r^{4}.} Chaque intersection non vide d'une 3-sphère avec un hyperplan (tridimensionnel) est une 2-sphère, sauf si l'hyperplan est tangent à la 3-sphère, auquel cas l'intersection est réduite à un point. En déplaçant une 3-sphère à travers un hyperplan fixé, l'intersection est d'abord un point, puis devient une 2-sphère de rayon croissant jusqu'à atteindre le rayon de la 3-sphère lorsque l'hyperplan passe par son centre, et décroit à nouveau pour se réduire à un point quand la 3-sphère quitte l'hyperplan.

### Propriétés topologiques
La 3-sphère est une 3-variété, compacte, connexe, sans bord. Cette variété est également simplement connexe, ce qui (de façon informelle) signifie que tout chemin fermé (ou boucle) sur la 3-sphère peut être continument contracté en un point sans quitter la 3-sphère. La conjecture de Poincaré, démontrée en 2003 par Grigori Perelman, affirme que la 3-sphère est la seule variété (topologique) à trois dimensions possédant ces propriétés (à homéomorphisme près).
La 3-sphère est homéomorphe au compactifié d'Alexandrov de {\displaystyle \mathbb {R} ^{3}}. Plus généralement, on dit qu'un espace topologique homéomorphe à la 3-sphère est une 3-sphère topologique. Les groupes d'homologie de la 3-sphère sont les suivants : H0(S3,Z) et H3(S3,Z) sont isomorphes à Z, tandis que Hi(S3,Z) = {0} pour tous les autres indices i. Tout espace topologique ayant ces groupes d'homologie est appelé une 3-sphère d'homologie. Initialement, Poincaré avait conjecturé que toutes les 3-sphères d'homologie étaient homéomorphes à S3, mais il réussit ensuite lui-même à construire un contre-exemple, à présent connu sous le nom de sphère d'homologie de Poincaré (ce qui montre que la conjecture de Poincaré ne peut être formulée en termes d'homologie seule). On sait désormais qu'il existe une infinité de sphères d'homologie. Par exemple, un comblement de Dehn (en) de pente 1/n de n'importe quel nœud de la 3-sphère est une sphère d'homologie, non homéomorphe à la 3-sphère en général. En ce qui concerne les groupes d'homotopie, on a π1(S3) = π2(S3) = {0} et π3(S3) isomorphe à Z. Les groupes d'indice supérieur (k ≥ 4) sont tous abéliens et finis, mais ne semblent pas suivre de schéma régulier.

### Propriétés géométriques
La 3-sphère est dotée naturellement d'une structure de variété différentielle ; c'est d'ailleurs en fait une sous-variété compacte de R4. La métrique euclidienne de R4 induit sur la 3-sphère une métrique lui donnant une structure de variété riemannienne. Comme pour toutes les sphères, la 3-sphère a une courbure constante positive c égale à 1/r2, où r est le rayon. La plupart des propriétés géométriques intéressantes de la 3-sphère viennent de ce qu'elle possède une structure naturelle de groupe de Lie, qui lui est donnée par la multiplication des quaternions (voir la section suivante sur la structure de groupe). Contrairement à la 2-sphère, on peut construire sur la 3-sphère des champs de vecteurs ne s'annulant nulle part (il s'agit plus précisément de sections du fibré tangent). On peut même construire trois tels champs qui soient linéairement indépendants(et même orthogonaux en chaque point), formant ainsi une base pour l'algèbre de Lie de la 3-sphère. Cela implique que la 3-sphère est parallélisable. Il en résulte également que le fibré tangent de la 3-sphère est trivial.
Il existe une action intéressante du groupe du cercle, T, sur S3, donnant à la 3-sphère une structure de fibré en cercles (en), connue sous le nom de fibration de Hopf. En considérant S3 comme un sous-ensemble de C2, l'action est donnée par :
{\displaystyle (z_{1},z_{2})\cdot \lambda =(z_{1}\lambda ,z_{2}\lambda )\quad \forall \lambda \in \mathbb {T} }.
L'espace des orbites de cette action est homéomorphe à la 2-sphère S2. Comme S3 n'est pas homéomorphe à S2×S1, la fibration de Hopf est non-triviale.

## Construction topologique
Deux constructions topologiques commodes sont les inverses de « couper en deux » et de « percer »

### Par recollement
La 3-sphère peut être topologiquement construite en « collant entre elles » les frontières de deux boules de R3 (ces frontières sont des 2-sphères). On peut mieux se représenter le processus en visualisant la quatrième dimension comme une température, qu'on fixe à zéro sur les deux 2-sphères à identifier, et qui serait par exemple négative dans la première boule (en décroissant jusqu'à son centre) et positive dans la seconde. Cette construction est analogue à celle de la sphère ordinaire obtenue en recollant deux disques par leurs frontières (les cercles qui les bornent), ces disques devenant deux hémisphères.

### Par adjonction d'un point
Imaginant la 2-sphère comme un ballon, on voit qu'en la perçant et en l'aplatissant, le point manquant devient un cercle (une 1-sphère) et la surface du ballon le disque (une 2-boule) intérieur à ce cercle. De même, une 3-boule est le résultat de ce processus appliqué à la 3-sphère. Pour reconstruire la 3-sphère, on part donc d'une 3-boule, et on identifie tous les points de sa frontière (une 2-sphère) en un seul. 
Une autre façon de voir ces opérations est la projection stéréographique : posant le pôle Sud de la 2-sphère sur un plan, on associe à chaque point de la sphère (autre que le pôle Nord) l'intersection avec ce plan de la droite joignant le pôle Nord au point. L'analogue en 3 dimensions est une bijection de la 3-sphère privée d'un point avec l'espace (tridimensionnel) tout entier ; on démontre de plus que cette application envoie les 2-sphères et les plans de l'espace sur les 2-sphères de la 3-sphère (les plans étant envoyés sur celles passant par le centre de projection). Une façon plus imagée de réaliser la correspondance dans le premier cas est d'imaginer le mouvement de billes sur la sphère lancée du pôle Sud avec une vitesse initiale arbitraire ; si on représente alors le point où la bille arrive au bout d'un temps déterminé en coordonnées polaires (le rayon représentant la valeur de la vitesse initiale, et l'angle la direction de cette vitesse), le pôle Nord est représenté par un cercle et les autres points par le disque intérieur à ce cercle ; la même idée sur la 3-sphère amène à une correspondance avec une 3-boule. Si l'on considère la 3-sphère comme un groupe de Lie, les trajectoires des billes en sont des sous-groupes à un paramètre, la 3-boule est (un voisinage de) l'espace tangent à l'identité (identifiée avec le pôle Sud) et l'application vers la 3-sphère est l'application exponentielle.

## Systèmes de coordonnées sur la 3-sphère

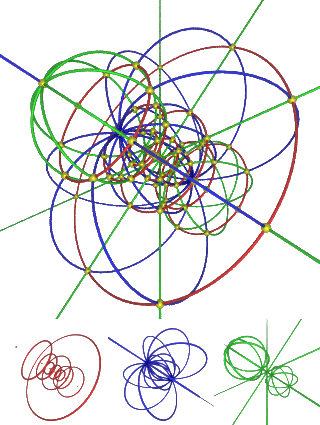
Projection stéréographique des parallèles (en rouge) des méridiens (en bleu) et des hyperméridiens (en vert) de l'hypersphère : ce sont les lignes sur lesquelles une seule des coordonnées hypersphériques varie (voir le texte). À cause des propriétés conformes de la projection stéréographique, les courbes se coupent orthogonalement (aux points jaunes), comme en 4D. Ce sont toutes des cercles, avec la convention que celles qui passent par <0,0,0,1> sont de rayon infini (des droites).

Les quatre coordonnées euclidiennes des points de S3 (considérée comme plongée dans R4) sont redondantes, puisque soumises à la condition {\displaystyle {x_{0}}^{2}+{x_{1}}^{2}+{x_{2}}^{2}+{x_{3}}^{2}=1}. En tant que variété de dimension 3, il devrait être possible de paramétrer S3 par 3 coordonnées, tout comme on peut paramétrer la sphère usuelle à l'aide de deux coordonnées telles que la latitude et la longitude. La 3-sphère n'étant pas homéomorphe à l'espace, il est cependant impossible de trouver un unique système de coordonnées (continues) la couvrant en entier, et, comme pour la 2-sphère, il est nécessaire d'utiliser au moins deux cartes locales. Certains choix commodes sont détaillés ci-dessous.

### Coordonnées hypersphériques
Par analogie avec les coordonnées sphériques, il est possible de repérer les points de la 3-sphère par trois angles ψ, θ et φ (ce choix n'est nullement unique) définis par 
{\displaystyle x_{0}=r\cos \psi \ }
{\displaystyle x_{1}=r\sin \psi \cos \theta \ }
{\displaystyle x_{2}=r\sin \psi \sin \theta \cos \varphi \ }
{\displaystyle x_{3}=r\sin \psi \sin \theta \sin \varphi \ }
où {\displaystyle \psi } et {\displaystyle \theta } sont compris dans l'intervalle [0, π], tandis que {\displaystyle \varphi } parcourt [0, 2π]. On remarquera que pour {\displaystyle \psi } fixé, {\displaystyle \theta } et {\displaystyle \varphi } sont des coordonnées sphériques sur une 2-sphère de rayon {\displaystyle r\sin \psi }, en dehors des cas dégénérés où {\displaystyle \psi } vaut 0 ou π, correspondant à un seul point.
Le tenseur métrique et la forme volume sur la 3-sphère correspondant à ces coordonnées sont respectivement donnés par :
{\displaystyle ds^{2}=r^{2}\left[d\psi ^{2}+\sin ^{2}\psi \left(d\theta ^{2}+\sin ^{2}\theta \,d\varphi ^{2}\right)\right]\ ;\ dV=r^{3}\sin ^{2}\psi \,\sin \theta \,dr\wedge d\psi \wedge d\theta \wedge d\varphi .}
Ces coordonnées peuvent aussi être élégamment décrites en termes de quaternions : tout quaternion unité peut être écrit comme un verseur : {\displaystyle q=e^{\tau \psi }=\cos \psi +\tau \sin \psi }, où  est un quaternion imaginaire (de partie réelle nulle) et unitaire (c'est-à-dire un quaternion vérifiant {\displaystyle \tau ^{2}=-1}) ; ceci est l'analogue pour les quaternions de la formule d'Euler.

L'ensemble des quaternions unitaires imaginaires formant la 2-sphère unité de Im H, on peut écrire tous les τ précédents : {\displaystyle \tau =\cos \varphi \sin \theta i+\sin \varphi \sin \theta j+\cos \theta k}.
Sous cette forme, le quaternion unitaire {\displaystyle q} est donné par : {\displaystyle q=e^{\tau \psi }=x_{0}+x_{1}i+x_{2}j+x_{3}k}, où les {\displaystyle x_{i}} correspondent aux formules données plus haut. Quand on utilise {\displaystyle q} pour décrire des rotations dans l'espace (voir quaternions et rotation dans l'espace), il correspond alors à une rotation d'angle {\displaystyle 2\psi } autour de {\displaystyle \tau }.
Comme pour la sphère ordinaire, l'ensemble des points où une seule des coordonnées hypersphériques varie est un cercle ; on parle respectivement de cercle parallèle, de cercle méridien et de cercle hyperméridien si la coordonnée variable est {\displaystyle \varphi }, {\displaystyle \theta } ou {\displaystyle \psi }.

### Coordonnées de Hopf
Un autre choix de coordonnées hypersphériques, (η, ξ1, ξ2), utilise le plongement de S3 dans C2. En coordonnées complexes (z1, z2) ∈ C2 , nous écrivons : {\displaystyle z_{1}=e^{i\,\xi _{1}}\sin \eta } et {\displaystyle z_{2}=e^{i\,\xi _{2}}\cos \eta .} Ici, η appartient à l'intervalle [0, π/2], et ξ1 et ξ2 sont deux angles quelconques de [0, 2π]. Ces coordonnées sont utiles pour décrire la 3-sphère en tant que fibration de Hopf : {\displaystyle S^{1}\to S^{3}\to S^{2}.\,} Pour toute valeur de η autre que 0 ou π/2, les coordonnées (ξ1, ξ2) forment une description paramétrique d'un tore (à 2 dimensions), appelé tore de Clifford ; tandis que les cas dégénérés correspondent à des cercles. Dans ce système de coordonnées, le tenseur métrique et la forme volume sont respectivement 
{\displaystyle ds^{2}=d\eta ^{2}+\sin ^{2}\eta \,d\xi _{1}^{2}+\cos ^{2}\eta \,d\xi _{2}^{2}\ ;\ dV=\sin \eta \cos \eta \,d\eta \wedge d\xi _{1}\wedge d\xi _{2}.}

### Coordonnées stéréographiques
La projection stéréographique de S3 à partir d'un pôle sur l'hyperplan équatorial correspondant donne un autre ensemble commode de coordonnées. Ainsi, si nous projetons à partir du point (−1, 0, 0, 0), nous pouvons écrire un point p de S3 comme :{\displaystyle p=\left({\frac {1-\|u\|^{2}}{1+\|u\|^{2}}},{\frac {2\mathbf {u} }{1+\|u\|^{2}}}\right)={\frac {1+\mathbf {u} }{1-\mathbf {u} }}}, où u = (u1, u2, u3) est un vecteur de R3 et ||u||2 = u12 + u22 + u32. Dans la seconde égalité, nous avons identifié p avec un quaternion unitaire et u = u1 i + u2 j + u3 k avec un quaternion sans partie réelle (il faut remarquer que cette écriture est justifiée car le numérateur et le dénominateur commutent ici, même si la multiplication des quaternions est non-commutative en général). La bijection réciproque envoie p = (x0, x1, x2, x3) dans S3 sur : {\displaystyle \mathbf {u} ={\frac {1}{1+x_{0}}}\left(x_{1},x_{2},x_{3}\right).} Nous pourrions également avoir pris comme centre de projection le point (1, 0, 0, 0), auquel cas p serait donné par : {\displaystyle p=\left({\frac {-1+\|v\|^{2}}{1+\|v\|^{2}}},{\frac {2\mathbf {v} }{1+\|v\|^{2}}}\right)={\frac {-1+\mathbf {v} }{1+\mathbf {v} }}}, où
v = (v1, v2, v3) est un autre vecteur de R3 ; la bijection réciproque envoie ici p sur :{\displaystyle \mathbf {v} ={\frac {1}{1-x_{0}}}\left(x_{1},x_{2},x_{3}\right).} Il faut remarquer que les coordonnées
u sont définies partout sauf en (−1, 0, 0, 0) et que les coordonnées v le sont partout sauf en (1, 0, 0, 0). Ceci définit donc un atlas sur S3 formé de deux cartes locales, qui recouvrent S3 tout entier ; la fonction de transition entre les deux cartes est donnée par : {\displaystyle \mathbf {v} ={\frac {1}{\|u\|^{2}}}\mathbf {u} } et vice-versa.

## Structure de groupe
L'ensemble des quaternions unitaires forment un groupe (non-abélien) pour la multiplication, et la 3-sphère hérite donc de cette structure (de manière évidemment non canonique). De plus, cette multiplication étant différentiable (et même analytique), S3 peut être considérée comme un groupe de Lie réel ; c'est un groupe de Lie non abélien, compact, de dimension 3. Ce groupe, appelé parfois groupe symplectique ou groupe hyperunitaire, est généralement noté Sp(1) ou U(1, H). Les seules hypersphères admettant une structure de groupe de Lie sont d'ailleurs le cercle S1 (considéré comme l'ensemble des nombres complexes de module 1, et S3, l'ensemble des quaternions unitaires. On pourrait penser que S7, l'ensemble des octonions unitaires, formerait également un groupe de Lie, mais cela échoue, car la multiplication des octonions n'est pas associative, ça n'est donc qu'une «boucle de Lie»; en revanche, cette multiplication donne à S7 l'importante propriété d'être parallélisable ; les seules sphères qui le soient sont 
S1, S3, et S7.
En utilisant une représentation matricielle des quaternions, H, on obtient une représentation matricielle de S3. Un choix pratique est donné par les matrices de Pauli :
{\displaystyle f:x_{1}+x_{2}i+x_{3}j+x_{4}k\mapsto {\begin{pmatrix}\;\;\,x_{1}+ix_{2}&x_{3}+ix_{4}\\-x_{3}+ix_{4}&x_{1}-ix_{2}\end{pmatrix}}.}
Cette application est un morphisme d'algèbres injectif de H vers l'ensemble des matrices complexes 2×2. La valeur absolue d'un quaternion q est égale à la racine carrée du déterminant de la matrice f(q) (l'image de q par f), et donc l'ensemble des quaternions unitaires correspond aux matrices de cette forme de déterminant 1 ; ce sous-groupe de matrice est précisément le groupe spécial unitaire SU(2). Ainsi, S3 est isomorphe à SU(2) en tant que groupe de Lie. Utilisant les coordonnées hypersphériques (η, ξ1, ξ2), nous pouvons alors écrire tout élément de SU(2) sous la forme
{\displaystyle {\begin{pmatrix}e^{i\,\xi _{1}}\sin \eta &e^{i\,\xi _{2}}\cos \eta \\-e^{-i\,\xi _{2}}\cos \eta &e^{-i\,\xi _{1}}\sin \eta \end{pmatrix}}.}
Une autre façon d'énoncer ce résultat est d'exprimer la représentation matricielle d'un élément de SU(2) comme combinaison linéaire de matrices de Pauli : on voit qu'un élément arbitraire {\displaystyle U\in SU(2)} peut s'écrire comme {\displaystyle U=\alpha _{0}I+\sum _{i=1}^{3}\alpha _{i}J_{i}} ; la condition que le déterminant de U soit +1 implique que les coefficients
{\displaystyle \alpha _{i}} soient contraints d'appartenir à une 3-sphère.

## En littérature
Dans Flatland (1884) d'Edwin Abbott Abbott et dans Sphereland (une suite de Flatland due à Dionys Burger, 1965), la 3-sphère est nommée oversphère et une mention est faite de la 4-sphère sous le nom d'hypersphère. Dans le American Journal of Physics, Mark A. Peterson décrit trois méthodes différentes de visualisation de la 3-sphère, et montre que certaines tournures de langage de la Divine Comédie peuvent suggérer que Dante se représentait l'Univers de la même façon.